# Jonatan Netanjahu
Podplukovník Jonatan „Joni“ Netanjahu (hebrejsky יונתן "יוני" נתניהו‎; 13. května 1946, New York – 4. července 1976, Entebbe) byl izraelský voják a národní hrdina, velitel elitní jednotky Sajeret Matkal. Jeho mladší bratr Benjamin Netanjahu byl v letech 1996–1999 a 2009–2021 a od roku 2022 izraelským premiérem.

## Vojenská kariéra

### Jomkipurská válka
Za odvahu během Jomkipurské války mu byla udělena medaile Za zásluhy. Během této války velel zvláštní výsadkové jednotce, která při záchranné operaci evakuovala podplukovníka Naty Jossiho u Tel Šamsu. Velel rovněž útoku osmi mužů proti dvanáctičlennému syrskému komandu. Tuto operaci později popsal Netanjahuův kolega slovy:
| „                                   | Byla to scéna, na kterou nikdy nezapomenu. Joni útočil, střílel a vedl své muže do bitvy, stále v jejich čele, ne aby dával rozkazy zezadu. | “ |
| — zástupce velícího operace Entebbe | |   |

### Operace Entebbe
V roce 1976 byl velitelem protiteroristické operace v Entebbe, při které došlo k osvobození rukojmích unesených palestinskými teroristy a odvlečených do Ugandy. Při této misi byl zabit kulkou do srdce. Na jeho počest byla přejmenována na operaci Jonatan (Mivca Jonatan‎). Jeden jeho přítel jej popsal následovně: 
| „                         | Joni – to je věčný boj proti spánku, únavě, lenosti, zapomnětlivosti, neúčinnosti, bezmocnosti a zklamání. Joni – to je proměna nemožného v možné. | “ |
| — přítel Joniho Netanjahu | |   |

## Památka
V roce 2005 byl v internetové soutěži 200 největších Izraelců deníku Ynet zvolen 13. největším Izraelcem všech dob.